# Something Unreal
Something Unreal is een nummer van de Ierse rockband The Script uit 2020. Het is de eerste single van hun zesde studioalbum Sunsets & Full Moons.
"Something Unreal" is een vrolijk nummer, en iets meer uptempo dan eerdere nummers van The Script. Het nummer kende enkel succes in Nederland, waar het een bescheiden radiohit werd. Het haalde de 37e positie in de Nederlandse Top 40.